# Clinoatacamite
La clinoatacamite è un minerale.